# Auru

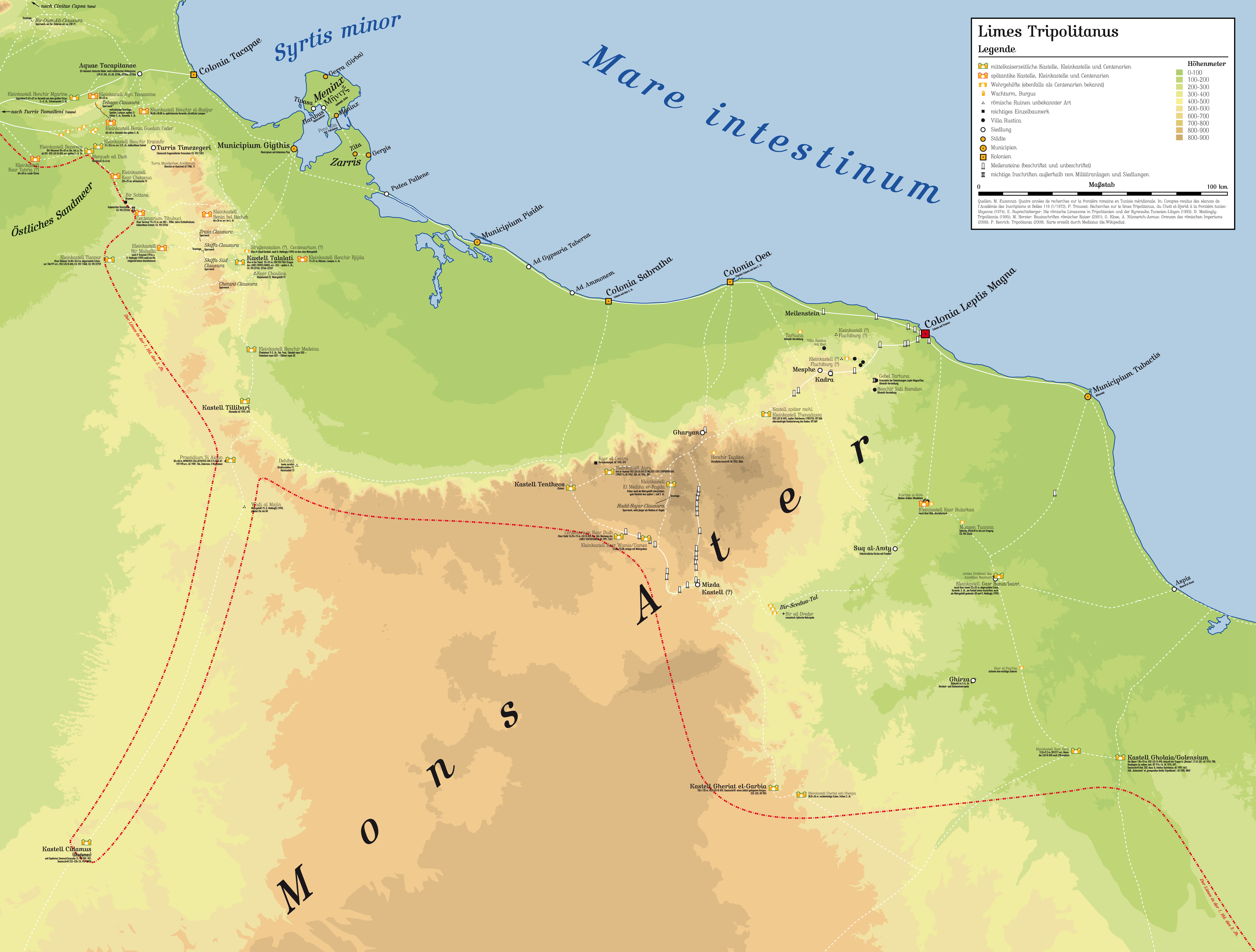
Auru im Verbund des Limes Tripolitanus

Auru ist der überlieferte antike Name einer römischen Ortschaft und eines mutmaßlich kleineren Kastells, das mit größter Wahrscheinlichkeit im Raum der Ortschaft Ain el-Auenia, östlich der Stadt Zintan im Nordwesten von Libyen zu verorten ist. Ain el-Auenia liegt im Dschabal Nafusa, einem Schichtstufen-Bergland im Hinterland von Tripolitanien. Diese bergige Region trennt die nach Norden zum Mittelmeer reichende Djeffara-Ebene mit ihren landwirtschaftlich nutzbaren Flächen von der Wüste Sahara und dem steinigen Plateau der Hammada al-Hamra. Bis heute fehlen archäologische Belege, die zur genauen Lage oder Geschichte der Garnison von Auru beitragen könnten, doch lassen Inschriftenfunde und Ziegelstempel keinen Zweifel daran, einen römischen Militärplatz in Ain el-Auenia zu suchen.

## Lage
Das römische Auru befand sich im grenznahen Hinterland des Limes Tripolitanus. Nahe dem mutmaßlichen Kastellstandort fällt das Land nach Süden hin zum Fessan ab. Bei Zintan beginnt das bedeutendste und größte Trockental Tripolitaniens, das Wadi Sofeggin, das mit seinen vielen Nebenarmen ein unüberschaubares Flusssystem entlang der Süd- und Südostseite des Nafusa- und Garian-Gebirgszugs bildet.

## Name
Die Namen Auru und Limes Tripolitanus – als Südgrenze des römischen Reiches – finden im 3. Jahrhundert n. Chr. durch das Itinerarium Antonini, ein römisches Reichsstraßenverzeichnis, Erwähnung. Gemäß diesem Verzeichnis bezog sich der Begriff des Limes Tripolitanus auf eine Straße, die von der Küstenstadt Tacape (Gabès) im Westen zum östlich gelegenen Lepcis Magna (al-Khums) reichte. Am Garnisonsort Bezereos erreichte die Route das unmittelbare Grenzgebiet und verlief in der weiteren Folge auf den Höhen des Nafusa- und Garian-Gebirgszugs über die Stationen Tentheos, Auru und Thenadassa (Ain Wif) zur Mittelmeerküste zurück.
Wie durch die Notitia dignitatum, ein spätrömisches Staatshandbuch, überliefert, existierte dieser Limesabschnitt verwaltungstechnisch noch im späten 4. und vielleicht auch noch im frühen 5. Jahrhundert n. Chr.

## Forschung
Im Zuge der Errichtung eines bis heute unbekannten Kastells entstand mit dessen Infrastruktur auch ein Militärbad, das 1960 durch kleine archäologische Grabungen von Studenten der Universität Cambridge unter der Leitung von Gavin Simpson angeschnitten wurde. Aus dem Vicus (Lagerdorf) der Garnison entwickelte sich im Laufe der Zeit eine bedeutende Zivilsiedlung von über acht Hektar Größe. Auf den Gräberfeldern der Siedlung wurden auch Soldaten der für diesen Ort offensichtlich wichtigen Legio III Augusta bestattet. Diese Legion hatte in der ersten Hälfte des 2. Jahrhunderts ihr Hauptquartier im numidischen Lambaesis bezogen. Wichtige inschriftliche Dokumente aus Ain el-Auenia stellen auch Militärziegel mit Stempeln der Legio III Augusta und der Provinz Africa proconsularis dar. Diese während der Ausgrabungen von 1960 geborgenen Ziegelstempel waren damals die ersten, die aus Tripolitanien bekannt wurden.
Für die militärhistorische Entwicklung des Orts ist insbesondere eine fragmentarisch erhaltene Bauinschrift von Bedeutung, die zwischen 197/198 und 211 n. Chr. entstand:
Soli Hierobolo pro sa[lute]
dominorum nnn(ostrorum) Augg[g(ustorum) Se]-
veri et Antonini e[t Getae]
e[t] Iuliae totiusq(ue) do[mus]
divinae per vexilla[tio]-
nem leg(ionis) III A[u]g(ustae) et mil[ites]
coh[o]rt[is I S]yro[r]um sagit-
[ta]riorum a solo
Übersetzung: „Dem [Gott] Sol Hierobolus zum Heil unserer Herren, der Augusti Severus und Antoninus und Geta und Julia sowie des gesamten Kaiserhauses. Durch eine Vexillation der Dritten Legion Augusta und Soldaten der Ersten Kohorte der syrischen Bogenschützen wurde ... von Grund auf [wiederhergestellt].“
Welches Bauwerk damals wiedererrichtet wurde, gibt der Text nicht mehr preis, doch muss es in einem militärischen Kontext gestanden haben, da die Bauarbeiten von Legionären und syrischen Hilfstruppen durchgeführt wurden. Wie der Archäologe David Mattingly rekonstruierte, lag die Cohors I Syrorum sagittariorum höchstwahrscheinlich im nahen Kastell von Tentheos. Die Dritte Legion dagegen hatte diverse Vexillationen in verschiedenen Grenzkastellen entlang des Limes Tripolitanus stationiert. So im Kleinkastell Bezereos und im Kastell Cidamus.
Zum römischen Fundgut aus Ain el-Auenia gehören auch Münzen, deren zeitliches Spektrum von der Mitte des zweiten bis zum frühen fünften Jahrhundert n. Chr. reicht.

## Fundverbleib
Römische Funde aus Ain el-Auenia wurden in das Archäologische Museum von Tripolis verbracht.